# Stuart et Roma Gelder
Pour les articles homonymes, voir Gelder.
George Stuart Gelder et Roma Gelder sont un couple d'écrivains britanniques ayant publié conjointement, à la suite de trois voyages en Chine dans les années 1960, des livres sur la situation du pays. Ils figurent parmi les rares voyageurs étrangers à avoir été autorisés à séjourner au Tibet central à cette période. 
George Stuart Gelder avait été correspondant de guerre en Chine nationaliste pendant la Seconde Guerre mondiale. 
Les Gelder sont considérés par Donald Lopez comme des apologistes du parti communiste chinois.

## Biographie

### Lien avec le Groupe de Bloomsbury
Dans les années 1920 et 1930 Stuart Gelder est connu pour être une écrivain de gauche évoluant dans la mouvance du groupe littéraire dit de Bloomsbury.

### Correspondant de guerre en Chine
En 1943, Stuart Gelder se rend pour la première fois en Chine, alors en proie à la guerre civile, en tant que correspondant de guerre pour le compte du quotidien britannique News Chronicle. Il vit à Chungking. Peu après son arrivée, sortant avec un ami, il est choqué de voir une petite fille d'environ 6 mois, étendue morte, gelée parmi les ordures dans le caniveau. Son ami lui explique que dans les grandes villes chinoises comme Shanghai, chaque année 20 000 à 30 000 bébés sont abandonnés par leurs parents dans l'incapacité de les nourrir.

### The Chinese Communists(1946)
La publication en 1946 de son livre The Chinese Communists, chronique du combat du parti communiste chinois contre à la fois les envahisseurs japonais et le parti du Kuomintang, lui vaut la sympathie de Zhou Enlai et un accès privilégié à la Chine dans les années qui suivent la libération du pays. Il peut entrer en relation avec nombre de personnalités, dont certaines deviendront plus tard des dirigeants politiques. 

### Long March to Freedom(1960)
En 1960, Stuart Gelder prend l'avion pour Pékin, accompagné de son épouse, Roma. Le couple voyage dans le pays et, à son retour à Londres, publie Long March to Freedom. Le livre décrit la Chine telle que Stuart Gelder l'a connue pendant et immédiatement après la guerre et telle que lui-même et son épouse l'ont trouvée. Il dénonce sans détours la corruption, la brutalité et l'incompétence du régime de Chiang-Kai-Shek dans ses derniers moments.

### The Timely Rain: Travels in New Tibet(1962)
En 1962, selon Purple Kwong, le gouvernement chinois permet à Stuart Gelder et à sa femme Roma de voyager librement au Tibet central. Selon Thubten Samphel, leur voyage est guidé. Ce voyage est suivi, en 1964, d'un livre, The Timely Rain: Travels in New Tibet, préfacé par le journaliste américain Edgar Snow. Le titre du livre est un emprunt au poème enthousiaste que le jeune dalaï-lama, à la suite de son séjour de 18 mois dans le reste de la Chine, écrivit en l’honneur de Mao-Tse-Toung et des communistes chinois, dont il qualifie la venue au Tibet de « pluie opportune ». 

### Dernier voyage en Chine
En 1966, les Gelder prennent à Moscou le Transsibérien pour gagner Pékin où ils sentent les grondements de la révolution culturelle naissante. Une bonne partie de ce qu'ils voient et entendent les remplit d'appréhension et de pressentiments. En 1967, ils publient Memories for a Chinese Granddaughter, livre qu'ils ont écrit pour Siu Kwan Ann, une petite fille chinoise adoptée par la fille aînée de Stuart Gelder, Ann, et son mari David.  Il s'agit du compte rendu factuel de ce qu'ils ont éprouvé personnellement et de ce qu'ils ont entendu des personnes qu'ils avaient rencontrées. 

### Décès de Stuart Gelder
George Stuart Gelder meurt à Londres le 6 décembre 1968, à l'âge de 62 ans,.

## Accueil critique
Alors que dans son autobiographie de 1962, Ma terre et mon peuple, le 14e dalaï-lama affirme que des dizaines de milliers de Tibétains ont été tués sans raison, sans procès mais surtout parce qu'ils refusaient de renoncer à leur religion et que les moines étaient tués ou torturés, à la même époque les Gelder, comme le notent Ian G. Cook et Geoffrey Murray dans un ouvrage manquant d'analyse, assistent, ainsi que 30 000 fidèles, aux fêtes célébrant l'anniversaire de la fondation du monastère de Drépoung à Lhassa : 700 moines psalmodient des soutras tandis que les fidèles déposent des lampes à huile devant les autels. Warren W. Smith Jr fait cependant remarquer que les Gelder découvrirent que seuls 700 des 7 000 moines que comptait Drépoung étaient encore présents, un chiffre en baisse par rapport aux 2 800 moines signalés à Anna Louise Strong fin 1959. En plus des moines partis volontairement, en réponse à la nouvelle politique de « liberté religieuse », il est admis, toujours selon Warren W. Smith Jr, que de nombreux moines de Drepung ayant pris part à la révolte avaient été tués, emprisonnés ou étaient partis en exil. Le journaliste et député tibétain en exil Kunsang Paljor a déclaré que Drepung avait été rouvert juste pour le bénéfice des Gelders. Ainsi, la cérémonie qui a été suivie par de nombreux Tibétains de Lhassa et présentée par les Gelders comme une preuve de la liberté religieuse était un événement organisé. Un autre Tibétain, Chomphel Sonam, écrivait que « lors de l'arrivée l'année dernière [1962] de quelques journalistes britanniques » les derniers moines de Drepung furent autorisés à tenir des assemblées religieuses pour montrer aux visiteurs que les Chinois respectaient les activités religieuses des Tibétains. 
Selon le tibétologue Donald Lopez, qui mentionne les Gelder, en 1964 les seuls Occidentaux autorisés à visiter le Tibet, alors fermé aux voyageurs étrangers, étaient des apologistes du parti communiste chinois
Selon le site du gouvernement tibétain en exil en 2000, Roma et Stuart Gelder, dans leur livre The Timely Rain, présentent sous un jour favorable la tutelle chinoise au Tibet. 
Selon le journaliste Warren W. Smith Jr, si les Gelder ont reconnu que des Tibétains pouvaient leur dire ce qu'ils souhaitaient entendre, ils ne semblaient pas savoir que d’anciens serfs avaient été encouragés à élaborer leurs histoires et avaient fait carrière en racontant des contes aux Chinois, aux Tibétains, et aux visiteurs étrangers.

## Publications
- (en) George Stuart Gelder, You Coward! Dialogue Between Stuart Gelder and His Wife about Their Fate and Their Daughter's If War Came, Peace Pledge Union, 1936.
- (en) Stuart Gelder, The Chinese Communists, Left Book Club ed., V. Gollancz, Londres, 1946, xiii + 290 p.
- (en) Stuart et Roma Gelder, Long March to Freedom, London, Hutchinson, 1962, 256 p.
- (en) George Stuart Gelder, Roma Gelder, Some Facts about Today's Tibet: Excerpts from "The Truth about Tibet", Far East Reporter Publications, New York, 1963, 16 p.
- (en) Stuart et Roma Gelder, The Timely Rain: Travels in New Tibet, with photographs by Stuart Gelder, préface d'Edgar Snow, Hutchinson, Londres, 1964, 248 p. (compte rendu par Karl W. Ryavec dans The China Quarterly, Vol. 23, September 1965, pp. 194-198).
- (en) Stuart et Roma Gelder, Memories for a Chinese Grand-daughter, with photographs by Stuart Gelder, Hutchinson, Londres, 1967, 286 p. (compte rendu par Gerry Bowman dans The China Quarterly, Vol. 34, June 1968, pp. 149-150).